# Gerrie de Bruyn
Gerhardus Johannes "Gerrie" de Bruyn (ur. 26 marca 1938 w Germiston, zm. 8 marca 2014 w Primrose) – południowoafrykański bokser, medalista Igrzysk Imperium Brytyjskiego i Wspólnoty Brytyjskiej 1958, potem bokser zawodowy.
Początkowo zainteresowania sportowe dzielił na boks i rugby, ostatecznie jednak zdecydował się na pięściarstwo. Trenował w Primrose Club pod kierunkiem Gerriego Nela, a jednym z jego pierwszych ważnych sukcesów było zwycięstwo nad Johnym van der Kolffem, mistrzem igrzysk Imperium Brytyjskiego z 1958. Zdobył trzy tytuły amatorskiego mistrza Afryki Południowej (1957, 1958, 1959). W 1956 był kandydatem do wyjazdu na igrzyska olimpijskie w Sydney, ale ostatecznie uznano, że jest za młody i niedoświadczony. Wystąpił natomiast na igrzyskach Imperium Brytyjskiego w Cardiff w 1958, gdzie w wadze lekkociężkiej zdobył brązowy medal. Uległ w półfinale Australijczykowi Madiganowi, późniejszemu mistrzowi tej imprezy i medaliście olimpijskiemu.
29 kwietnia 1961 w Johannesburgu zwycięsko zadebiutował w zawodowym ringu. Trzykrotnie zdobywał zawodowe mistrzostwo Transwalu w wadze lekkociężkiej i ciężkiej, a w 1966 po wygranej z Lotterem został mistrzem Południowej Afryki w wadze ciężkiej. W obronie tytułu stoczył pięć zwycięskich walk, mistrzowski pas oddając ostatecznie w 1969 Pretoriusowi. Bez powodzenia walczył dwukrotnie z Pieterse o zawodowe mistrzostwo kraju w wadze lekkociężkiej (1968, 1969). Poniósł porażki także w występach zagranicznych – z Argentyńczykiem Colettim w Manchesterze (1967) i z Amerykaninem Mathisem w Göteborgu (1967). Po raz ostatni walczył 30 marca 1970 w Durbanie, przegrywając z Jimmym Richardsem. Łączny bilans występów zawodowych de Bruyna zamknął się liczbą 23 wygranych, 12 porażek i 3 walk nierozstrzygniętych.
De Bruyn miał opinię boksera agresywnego, często szukającego rozstrzygnięcia walki przed czasem. Siedemnaście wygranych na ringu zawodowym odniósł właśnie przez nokaut.
Jego karierę przerwał tragiczny wypadek na budowie w 1970. Pod de Bruynem, pracującym jako elektryk, załamało się rusztowanie, a upadek z dużej wysokości skutkował paraliżem; resztę życia bokser spędził na wózku inwalidzkim, uczestnicząc jednak nadal w życiu sportowym kraju. Mieszkał w Pretorii. Zmarł 8 marca 2014.